# Haas VF-20
O Haas VF-20 é o modelo de carro de corrida construído pela equipe Haas F1 Team para a disputa do Campeonato Mundial de Fórmula 1 de 2020, foi pilotado por Romain Grosjean e Kevin Magnussen. As primeiras imagens do VF-20 foram divulgadas no dia 6 de fevereiro, mas seu lançamento oficial ocorreu em 19 de fevereiro. Sua estreia estava inicialmente programada para acontecer no Grande Prêmio da Austrália de 2020, mas devido a pandemia de COVID-19, sua estreia ocorreu somente no Grande Prêmio da Áustria, a primeira prova da temporada de 2020.
A pandemia também causou o adiamento dos regulamentos técnicos que estavam planejados para serem introduzidos em 2021. Com isso, sob um acordo entre as equipes e a FIA, os carros com especificações de 2020 — incluindo o Haas VF-20 — tiveram sua vida útil estendida para competir em 2021, com a Haas produzindo um chassi atualizado denominado Haas VF-21.